# 羅理基 (醫生)
羅理基爵士，CBE，ED，FRCPE（英語：Sir Albert Maria Rodrigues，1911年11月5日—2006年2月5日），葡裔香港人。

## 生平
1924年至1927年就讀於聖若瑟書院，香港大學醫學院畢業（1928年至1934年）。歷任香港市政局議員、立法局議員和行政局議員。1962年至1974年出任行政局首席非官守議員。
羅理基曾擔任多項的社會公職如香港大學副校監、香港大學首任副校長（1968年起）和評議員主席、香港戒毒會行動委員會主席、香港足球總會會長、香港醫學組織聯會主席等。1974年退休。

## 榮譽
- 1948年獲MBE（軍事）勳銜
- 1949年獲葡萄牙基督官佐勳章
- 1960年獲OBE勳銜
- 1962年獲法國榮譽軍團騎士勳位
- 1964年獲CBE勳銜
- 1966年獲爵士勳銜
- 1966年獲教廷聖西物斯德大十字勳位